# Apostoł (film)
Apostoł – amerykański dramat psychologiczny z 1997 roku w reżyserii Roberta Duvalla.

## Opis fabuły
Kaznodzieja z niewielkiej miejscowości dowiaduje się o zdradzie swojej żony. Postanawia zamordować jej kochanka, a następnie wyjechać na południe Stanów, gdzie zaczyna całkiem nowe życie - zakłada wspólnotę religijną o nazwie "Droga Do Nieba, Z Której Nie Można Zawrócić". Jego głos dociera do ludzi w kościele i poprzez radio. Pewnego dnia jego kazanie w radiu słyszy żona.

## Obsada
- Robert Duvall jako Euliss
- Farrah Fawcett jako Jessie Dewey
- Miranda Richardson jako Toosie
- Todd Allen jako Horace
- John Beasley jako brat C. Charles Blackwell
- June Carter Cash jako pani "mama" Dewey Sr.
- Billy Joe Shaver jako Joe
- Billy Bob Thornton jako Troublemaker
- Rick Dial jako Elmo
- Mary Lynette Braxton jako mama Blackwell

## Głosy krytyków
Portret środowiska zielonoświątkowców i ich kaznodziei z południa USA, wnikliwością przewyższający hollywoodzkie produkcje. Duvall stworzył niezwykłą kreację kaznodziei z Teksasu – Eulissa Deweya, zwanego Sonnym. Dewey jest postacią pełną sprzeczności. (...) Dopiero, gdy będzie gotów przyjąć pokutę za swoje winy, osiągnie spokój i duchową wielkość.

## Nagrody
Amerykańskie Stowarzyszenie Krytyków Filmowych 1998:
- najlepszy aktor (Robert Duvall)

FINDIE 1998:
- najlepszy film (Rob Carliner)
- najlepszy aktor (Robert Duvall)
- najlepszy reżyser (Robert Duvall)

Satelity 1998:
- najlepszy aktor w dramacie (Robert Duvall)

Stowarzyszenie Krytyków Filmowych z Los Angeles
- najlepszy aktor pierwszoplanowy (Robert Duvall)